# Лісабонський університет
Лісабо́нський університет (порт. Universidade de Lisboa; лат. Universitas Olisiponensis) — державний університет у Португалії. Розташований у Лісабоні. Найбільший університет країни. Заснований 2013 року шляхом об'єднання Лісабонського класичного і Лісабонського технічного університетів. Підпорядковується Міністерству науки, технології і вищої освіти. Має декілька кампусів, розміщених у Лісабоні та околицях (Лореші, Оейраші, Кашкайші). Поділяється на такі факультети: архітектурний; образотворчих мистецтв; природничий; юридичний; фармацевтичний; гуманітарний; медичний; стоматологічний; ветеринарний; людської моторики; психологічний. Має магістратуру й аспірантуру. При університеті діють науково-дослідні інститути: суспільних наук, освіти, географії та територіального планування, агрономії, політико-суспільних наук, економіки та управління, інженерної справи. Скорочений запис — ULisboa.

## Історія
- 1290: Лісабонський університет.
- 1537: Лісабонський університет перенесено до Коїмбри (Коїмбрський університет).
- 1911—2013: Лісабонський університет (старий; Лісабонський класичний університет).
- 1911—2013: Лісабонський технічний університет.
- З 2013 року: Лісабонський університет.

## Факультети
- Юридичний факультет
- Факультет природничих наук
- Медичний факультет
- Факультет літературознавства
- Факультет фармацевтики
- Факультет образотворчого мистецтва
- Факультет стоматології
- Факультет психології та педагогіки

## Відомі випускники й професори
- Жорже Сампаю — португальський політик.
- Франсішку Пінту Балсемау — португальський політик.
- Антоніо Еґаш Моніш — нобелівський лауреат з фізіології і медицини за 1949 рік.
- Діогу Фрейташ ду Амарал — португальський політик.
- Марселу Каетану — португальський політик.
- Франсішку Са Карнейру — португальський політик.
- Марія Тереза Майя Гонзалез — португальська письменниця.
- Фернанду Пессоа — португальський поет (навчався в університеті лише один рік).
- Марія Тереза Орта — португальська поетеса і письменниця.
- Гелена Альмейда — португальська художниця-неоконкретистка.